# Ed Perlmutter

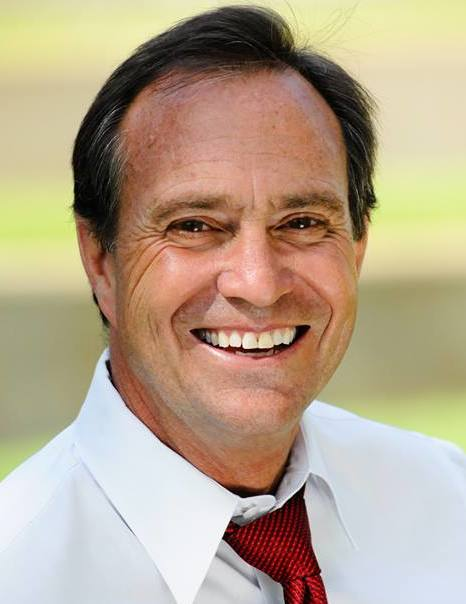
Ed Perlmutter

Edwin George „Ed“ Perlmutter (* 1. Mai 1953 in Denver, Colorado) ist ein US-amerikanischer Politiker der Demokratischen Partei.

## Leben
Am 7. November 2006 besiegte er seinen republikanischen Herausforderer Rick O’Donnell mit 55 % zu 42 % und repräsentierte ab dem 4. Januar 2007 den 7. Wahlbezirk von Colorado im Repräsentantenhaus der Vereinigten Staaten. Zuvor hatte er von 1995 bis 2003 dem Senat von Colorado angehört. Bei seinem Wahlerfolg war er der erste Demokrat, der nach 30 Jahren wieder diesen Distrikt im Jefferson County gewinnen konnte. Nachdem er in allen folgenden Wahlen in seinem Mandat bestätigt worden, gab er 2022 bekannt, nicht für eine weitere Amtszeit zu kandidieren, und schied damit im Januar 2023 aus dem Repräsentantenhaus aus.
Am 7. März 2019 wurde der SAFE Banking Act Gesetzentwurf von Ed Perlmutter in das US-Repräsentantenhaus eingebracht und an den Justiz- und den Finanzdienstleistungsausschuss verwiesen.

## Parlamentsarbeit
Er war Ausschuss-Mitglied im Financial Services Committee des Repräsentantenhauses.

## Persönliches
Ed Perlmutter ging auf die Jefferson High School in Edgewater, Colorado und besuchte anschließend die University of Colorado in Boulder, wo er Geschichte, Wirtschafts- und Politikwissenschaften studierte. 1978 erlangte er seinen Abschluss. Perlmutter und seine Frau Deana haben drei Kinder.